# Zum Schwan (Wanfried)

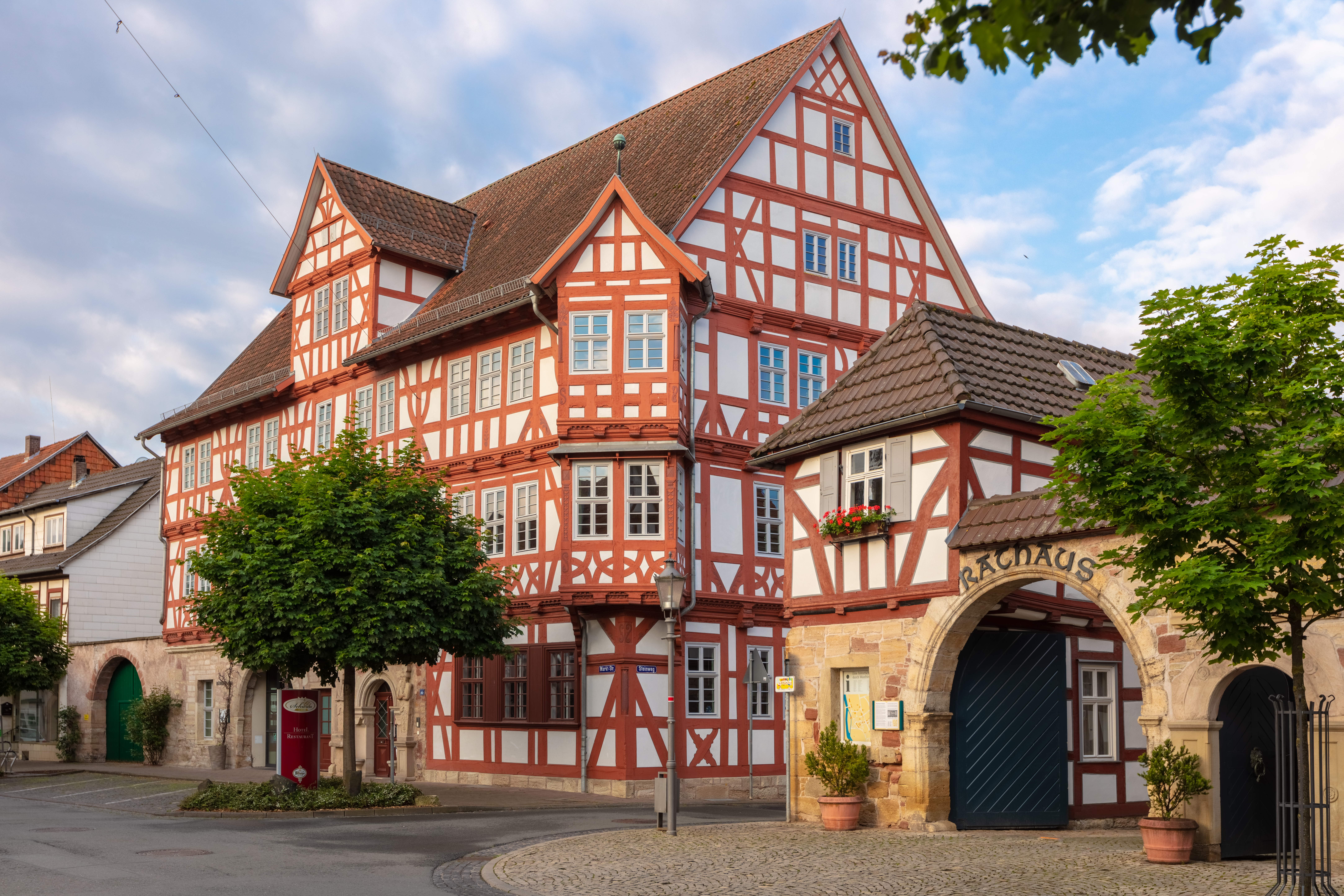
Das Hotel Zum Schwan im Mai 2019.

Das Gasthaus Zum Schwan (auch Hotel Zum Schwan) in Wanfried, einer Landstadt im nordhessischen Werra-Meißner-Kreis, wurde Mitte des 17. Jahrhunderts errichtet. Das Fachwerkhaus an der Marktstraße 20/22, neben dem Rathaus von Wanfried, ist ein geschütztes Baudenkmal.

## Geschichte

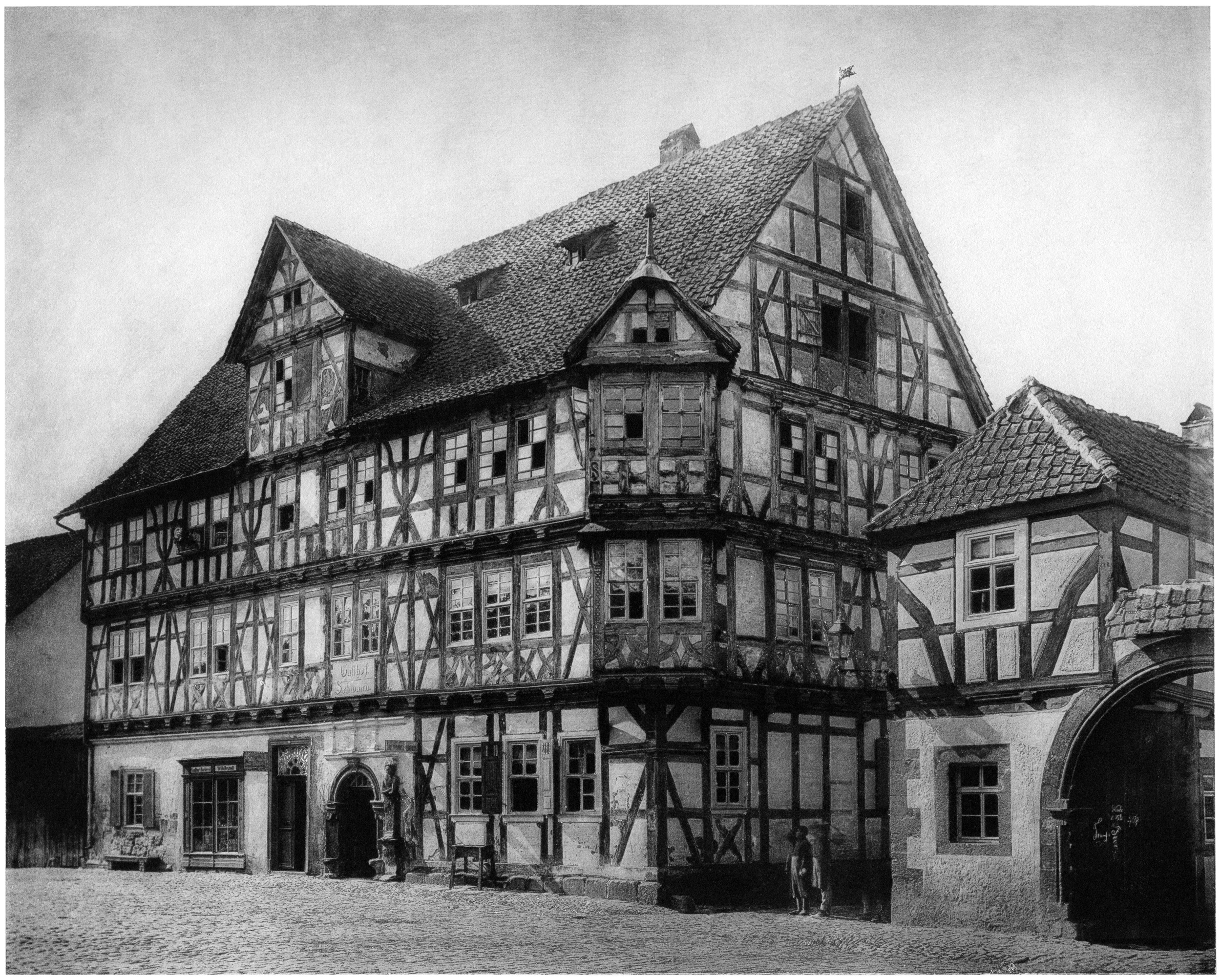
Zum Schwan in Wanfried, vor 1882

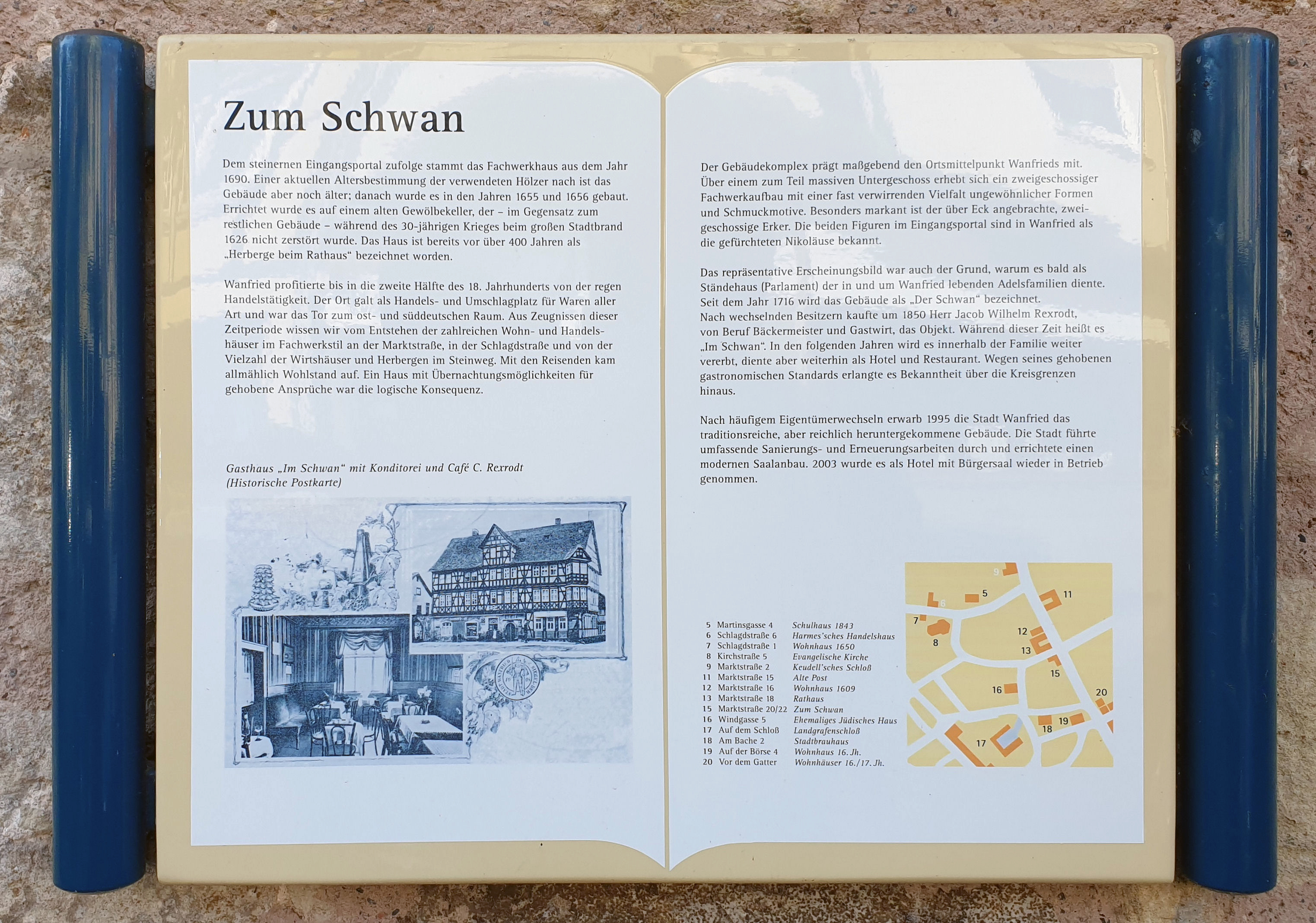
Gedenktafel am Haus

Laut der Inschrift über dem steinernen Portal wurde das  Fachwerkhaus 1690 erbaut. Einer Altersbestimmung der verwendeten Hölzer nach ist das Gebäude wohl in den Jahren 1655/56 gebaut worden. Es wurde auf einem alten Gewölbekeller eines Vorgängerbaus errichtet. Das Haus wurde bereits vor über 400 Jahren als Herberge beim Rathaus bezeichnet.
Das Straßen- und Häuserverzeichnis der Chronik der Stadt Wanfried aus dem Jahr 1908 weist für die Anschrift Marktstraße 20/22 „Wilhelm Rexrodt (Gasthof „zum Schwan“)“ und für das Jahr 1743 „Der Schwan“ aus.
Das Hotel „Zum Schwan“ unter Inhaber Friedrich Wolf wird 1932 im Gaststätten-Verzeichnis für Nationalsozialisten gelistet. Der Eintrag war an eine Anzeige im Völkischen Beobachter für 7,50 RM gebunden. Zur Zeit des Nationalsozialismus befand sich im Hotel Zum Schwan ein Verkehrslokal der SA.
Die Stadt Wanfried erwarb 1995 das heruntergekommene Gebäude und führte ab 1999 umfassende Sanierungsarbeiten durch. Im Jahr 2002 wurde das Gebäude als Hotel mit Restaurant und Bürgersaal wieder in Betrieb genommen.
Vor dem Hintergrund des Status als Schutzschirmkommune und der damit verbundenen Verpflichtungen zur Entschuldung der Stadt Wanfried, beschloss die Wanfrieder Stadtverordnetenversammlung am 26. September 2014 den Verkauf des Schwans.
In der Folge verkaufte die Stadt Wanfried den Schwan am 2. Juli 2018 für 400.000 EUR an den Geschäftsführer einer Kölner Fernsehproduktionsfirma, Jürgen Brandt.
Der Schwan wurde von 2009 bis zum 31. Dezember 2018 von Elli Dingel gepachtet, die gemeinsam mit dem Koch Herbert Rettberg das Haus als Hotel und Restaurant mit gutbürgerlicher Küche betrieb.
Im Jahr 2019 engagierte der neue Eigentümer Jürgen Brandt den Hotelier Robert Klingseis als Betreiber des Objektes. Brandt und Klingseis investierten vor der geplanten Wiedereröffnung im Juni 2019 einen sechsstelligen Betrag in das Hotel Zum Schwan, unter anderem zur Renovierung der Hotelzimmer, des Saales, des Gastraumes und des Thekenbereichs. Die sechs bestehenden Hotelzimmer wurden um sechs weitere Hotelzimmer erweitert.
Vom 15. Juni 2019 bis zum 6. Oktober 2019 wird das Hotel und Restaurant Zum Schwan von Benjamin Schuchhardt und dessen Frau gepachtet. Betreiber ist Robert Klingseis.
Vom 18. Oktober 2019 bis zum 31. Dezember 2019 wird das Hotel und Restaurant Zum Schwan des Betreibers Robert Klingseis durch den Pächter Benjamin Weidemann und Objektleiter Detlef Dorn geführt.
Der Betreiber Robert Klingseis führte das Hotel Zum Schwan während der COVID-19-Pandemie ab dem Jahr 2020 hauptsächlich als Hotel garni.
Pächter sind in dieser Zeit Andreas Paschy und Phillip Aust.
Seit dem 1. Mai 2022 betreiben Robert Adler und Alexander Schmidt das Hotel und Restaurant Zum Schwan. Adler führt den Hotelbetrieb, nun als Erlebnishotel ausgerichtet, Schmidt die Gastronomie.

## Beschreibung
Über einem zum Teil massiven Untergeschoss steht ein zweigeschossiger Fachwerkaufbau. Dieser besitzt eine Vielfalt von Schmuckelementen wie z. B. Mann-Figuren und Andreaskreuze. Der zweigeschossige Eckerker und die geschnitzten Gesimse sind bemerkenswert. Das sandsteinerne Eingangsportal wird von zwei längbärtigen Atlantenfiguren mit verschränkten Armen gerahmt.